# 北京女子图鉴
北京女子图鉴，2018年中国偶像剧。翻拍自原作東京日曆小说《东京女子图鉴》，由黎志执导：戚薇、吴越、班嘉佳主演。於2018年4月10日在优酷视频首播。

## 播出时间
| 频道        | 所在地   | 播出日期      | 播出时间                                       | 备注 |
| ----------- | -------- | ------------- | ---------------------------------------------- | ---- |
| 优酷视频    | 中国大陆 | 2018年4月10日 | 会员每周二20点更新4集，非会员每周二至五转免1集 |      |
| Astro全佳HD | 马来西亚 | 2018年5月9日  | 星期一至五 20:00 - 20:45                       |      |

## 演员列表

### 主要演员
| 演員 | 角色 | 介紹 |
| 戚薇 | 陳可 | 原名 陳可依，後北漂改名為陳可。四川小縣城的普通本科生，懷著對北京的嚮往，四川人，大學畢業後隻身來到北京發展，開始了北漂生活。剛到北京一切都是那麼充滿吸引力，充滿幻想，陳可是開心的，認爲一切皆有可能。 |

### 其他演员
| 演員        | 角色         | 介紹 |
| 魏大勋      | 楊大赫       | 陳可的大學同學、初恋男友，家境一般，願意追隨陳可去北京追夢，但是後來因爲他媽媽有病，他不能去北京了，只能忍痛與陳可分手。 |
| 刘畅        | 张超         | 外企公司經理，陳可依第二任男友，是陳可剛到北京不久在一家外企認識了部門經理張超，張超是個勤奮上進又有才華的男人，他對自己的人生很有規劃，是個適合結婚的好男人，之後分手                                                                         |
| 王柏杰      | 洋           | 陳可的第三任男友，富二代，年輕帥氣，年輕有爲，家境富裕，紳士禮貌，完美的無可挑剔，出手又大方，只跟陳可談戀愛，把她當作應酬的交際花，陳可想要結婚，于洋不想結婚，陳可跟于洋分手，分手後不到2個月于洋就跟一個富家千金結婚了                      |
| 王泷正      | 黃越彬       | 陳可的第四任男友，海歸藝術家，愛好攝影，鬱郁不得志，擅長華而不實的誇誇而談，卻把陳可徹底地迷住了，最後這位清高的藝術家惹下一大堆爛攤子留給陳可之後分手                                                                                         |
| 李子峰      | 魏奇         | 閨蜜曉芸的表哥，在北京創業，對陳可也真心實意。陳可依對魏奇有一點點心動，但還是理智打敗了感情，當時陳可依看重北京當地戶口，所以選擇了北京當地人何志結婚                                                                                         |
| 张子贤      | 何志         | 北京人，陳可的第五任男友，北京當地人，有房公務員，兩個人學車的時候認識，順利結婚，同事們都羨慕陳可依，沒有什麼大志向，每天晚上跟朋友打麻將，打撲克，還是個媽寶男，之後离婚                                                                     |
| 孔垂楠      | 朱朝阳       | 陳可离婚後的第六任男友，比陳可小7歲的小鮮肉，是個非常幼稚的人，爲了面子跟朋友衆籌買車，干涉陳可的自由，將陳可手機里的男性朋友，男客戶全部拉黑，嚴重影響了陳可的工作之後分手                                                                    |
| 王耀庆      | 許斯明       | 陳可的第七任男友，老家的許醫生，陳可依的工作到了瓶頸期，跟上司的理念不合，工作不順利，於是辭職回家照顧生病的媽媽，認識了媽媽的主治大夫許醫生，之後回到北京開始創業，跟一幫朋友在一起，也接受了許醫生資金上的幫助，也許許醫生是陳可最後的歸宿。 |
| 吴越        | 顾映真       | 陳可跳槽的網絡公司副總裁，智慧知性的女人，陳可的職場導師與伯樂，幫助陳可依度過一個又一個人生難關。 |
| 张晓谦      | 盧家凱       | 房產中介，陳可的男闺蜜 |
| 陳龍 (演員) | 吳昊         | 職場情場老油條成功人士，是陳可初到北京認識的朋友，多次給予陳可幫助。先是給陳可買了1199的白色裙子，後來又邀請陳可參加酒局來結交各路的成功人士。                                                                                                 |
| 肖雨雨      | 李晓芸       | 陳可的閨蜜，與陳可在快節奏的北京忙碌奔波，為夢想拼搏不同，李曉芸則選擇在家鄉享受悠閒安逸的“留鄉”生活。雖然生活節奏不同，但是她和陳可的感情卻沒有被距離和時間磨滅，堅韌的友情是兩個人心中的溫暖港灣。                                           |
| 刘牧        | 高飛         | 陳可公司高管，與姚梅發展了一段辦公室婚外情被老婆發現，高飛的老婆就到公司鬧讓姚梅難堪 |
| 陈瑾        | 陈可妈妈     | 獨力扶養陳可的單親媽媽 |
| 张檬        | 王佳佳       | 陳可的高中同學，高中没有毕业就去北京奋斗 |
| 班嘉佳      | 姚梅         | 陳可同事，懷揣夢想來到北京一心想改變命運，工作能力有限，能吃苦，跟高飛婚外情因此升職為部門經理，以為高飛如言會為她離婚，最終生下高飛骨肉送其高飛父母後離開傷心地                                                                               |
| 王啸坤      | 王濤         | 陳可的老同學 |
| 刘敏        | 笨笨         | 陳可的好友 |
| 马蕊        | 桔子         | 陳可的好友 |
| 朱蔻        | 小新         | 陳可跳槽公司的實習助理，最終沒轉正而離職 |
| 趙小棠      | 柳夏梦       | 盧家凱的女友 |
| 杨紫        | 苗苗         | 暗戀楊大赫的醫院護士，最終成為楊大赫妻子 |
| 魏绍林      | 楊大赫的爸爸 | 客串，现实生活中魏大勋的父亲 |

## 网络剧原声带
| 曲序 | 曲目                 | 演唱   |
| ---- | -------------------- | ------ |
| 1.   | 送你一匹马（主题曲） | 金志文 |
| 2.   | 第三人称（插曲）     | 戚薇   |
| 3.   | 远走高飞（插曲）     | 金志文 |